# Wilchwy-Osiedle
Wilchwy-Osiedle – część miasta  Wodzisławia Śląskiego, położona wzdłuż ulic Batalionów Chłopskich, Czarnieckiego i Odrodzenia, na południowy wschód od wodzisławskiej starówki. 